# Kora (hangszer)

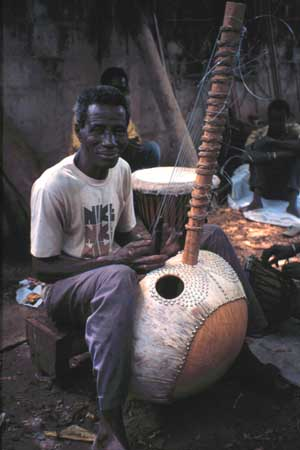
Koraista Gambiából

A kora a hárfához hasonló felépítésű nyugat-afrikai pengetős hangszer. A kora valószínüleg Guinea-Bissauból, Gambiából, illetve Szenegálból származhat. Talán már a 15. században is létezett. Ma egész Nyugat-Afrikában ismert. 
Formáját tekintve lanthoz, nyárslanthoz hasonlít. Egy nagy, kecskebőrrel dobszerűen bevont félbevágott tökhéjból készült hangszerteste van, e fölé vannak kifeszítve húrok, összesen 21 db, de nem egymás mellett, hanem egymás fölött, a tetőre merőleges síkban helyezkednek el, fogazott húrlábon. A hangszer nyaka itt nem fogólapként funkcionál, csak a húrok másik végét rögzíti. A hangszert a hárfának megfelelően, de szembefordított helyzetben pengetik. A húrjai, melyek antilopbőrből, újabban nylonból készülhetnek, diatonikusan hangolhatóak.
A koraisták általában mandinka vándorzenészek, Mali, Guinea, Szenegál és Gambia területén fordulnak elő.
A hangszer szerepel a szenegáli himnusz címében.

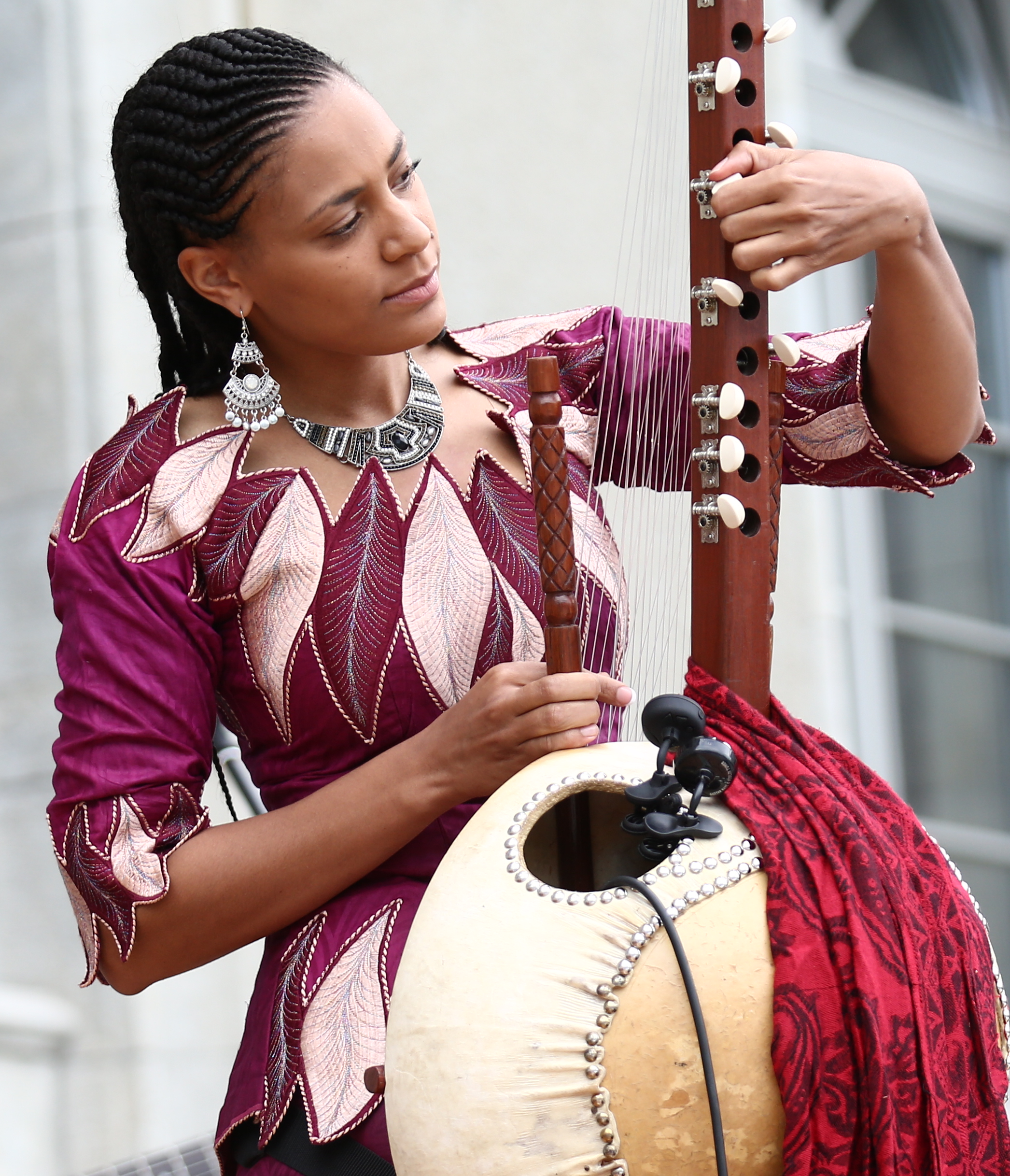
Sona Jobarteh

## Neves kora-játékosok
- Ba Cissoko
- Jacques Burtin
- Tasana Camara
- Ablaye Cissoko
- Mamadou Diabaté
- Sidiki Diabaté
- Toumani Diabaté
- Djeli Moussa Diawara(wd)
- Adam Doughty
- Tunde Jegede
- Sona Jobarteh
- Mory Kanté
- Seckou Keita
- Bai Konte
- Dembo Konte
- Dembo Konte és Kausu Kuyateh
- Kandia Kouyaté
- Moussa Kouyate
- N'Faly Kouyate
- Soriba Kouyaté
- Jaliba Kuyateh
- Kausu Kuyateh
- William Parker (musician)
- Lamin Saho
- Foday Musa Suso
- Jali Nyama Suso
- Papa Susso
- Balla Tounkara